# Gotham by Midnight
Gotham by Midnight — серия комиксов, которую в 2014—2015 годах издавала компания DC Comics.

## Синопсис
Что-то непонятное творится в Готэм-Сити. За дело берётся Джим Корриган.

### Выпуски
| №  | Название                | Дата выхода      | Кол-во страниц | Оценка на Comic Book Roundup    | Предполагаемый объём продаж (первый месяц) |
| -- | ----------------------- | ---------------- | -------------- | ------------------------------- | ------------------------------------------ |
| 1  | We Do Not Sleep         | 26 ноября 2014   | 32             | 8,5 из 10 на основе 30 рецензий | 38 436, позиция в Северной Америке — 50    |
| 2  | We Will Not Rest        | 24 декабря 2014  | 32             | 8,8 из 10 на основе 11 рецензий | 27 849, позиция в Северной Америке — 89    |
| 3  | We Become What We Fight | 28 января 2015   | 32             | 8,2 из 10 на основе 13 рецензий | 21 330, позиция в Северной Америке — 101   |
| 4  | We Fight What We Become | 25 февраля 2015  | 32             | 8,7 из 10 на основе 10 рецензий | 18 643, позиция в Северной Америке — 116   |
| 5  | Judgement on Gotham     | 25 марта 2015    | 32             | 8,3 из 10 на основе 11 рецензий | 17 604, позиция в Северной Америке — 123   |
| 6  | Return on Investment    | 24 июня 2015     | 32             | 7,9 из 10 на основе 11 рецензий | 22 331, позиция в Северной Америке — 110   |
| 7  | Nobody Cares            | 22 июля 2015     | 32             | 8,3 из 10 на основе 8 рецензий  | 18 427, позиция в Северной Америке — 139   |
| 8  | The Jungle              | 26 августа 2015  | 32             | 7,6 из 10 на основе 9 рецензий  | 14 747, позиция в Северной Америке — 141   |
| 9  | The Truth               | 23 сентября 2015 | 32             | 8,3 из 10 на основе 8 рецензий  | 13 698, позиция в Северной Америке — 154   |
| 10 | Nothing Will Stop Us    | 28 октября 2015  | 32             | 8,1 из 10 на основе 4 рецензий  | 12 932, позиция в Северной Америке — 156   |
| 11 | Memories of Gotham      | 2 декабря 2015   | 32             | 9,1 из 10 на основе 6 рецензий  | 10 816, позиция в Северной Америке — 195   |
| 12 | Midnight                | 23 декабря 2015  | 32             | 9,6 из 10 на основе 5 рецензий  | 11 695, позиция в Северной Америке — 186   |

### Ваншоты
| Название                          | Дата выхода | Кол-во страниц |
| --------------------------------- | ----------- | -------------- |
| DC Sneak Peek: Gotham by Midnight | 13 мая 2015 | 9              |

### Ежегодники
| Название                     | Дата выхода  | Кол-во страниц | Предполагаемый объём продаж (первый месяц) |
| ---------------------------- | ------------ | -------------- | ------------------------------------------ |
| Gotham by Midnight Annual #1 | 29 июля 2015 | 48             | 13 536, позиция в Северной Америке — 170   |

### Сборники
| Название                | Тип            | Дата выхода     | Собранный материал                                                               | Кол-во страниц | ISBN                       | Предполагаемый объём продаж (первый месяц) |
| ----------------------- | -------------- | --------------- | -------------------------------------------------------------------------------- | -------------- | -------------------------- | ------------------------------------------ |
| Vol. 1: We Do Not Sleep | Мягкая обложка | 19 августа 2015 | Gotham by Midnight #1-5                                                          | 144            | 978-1401254735, 140125473X | 2 501, позиция в Северной Америке — 24     |
| Vol. 2: Rest in Peace   | Мягкая обложка | 6 апреля 2016   | Gotham by Midnight #6-12; Gotham by Midnight Annual #1; Convergence: Catwoman #2 | 208            | 978-1401261245, 1401261248 | 1 243, позиция в Северной Америке — 96     |

## Отзывы
На сайте Comic Book Roundup серия имеет оценку 8,4 из 10 на основе 126 рецензий. Трес Дин из IGN дал первому выпуску 9 баллов из 10 и посчитал, что «откровенно поразительно, что потребовалось так много времени, чтобы вышел такой комикс, как Gotham by Midnight». Грег Макэлхаттон из Comic Book Resources писал, что серия понравится «любителям угрюмых мрачных комиксов». Пирс Лидон из Newsarama поставил дебюту оценку 8 из 10 и сравнил его с комиксом Gotham Central. Его коллега Форрест С. Хелви присвоил первому выпуску столько же баллов и отметил, что «угрюмый и готический стиль Бена Темплсмита невероятно хорошо подходит для мира Бэтмена и Готэма». Джордан Глейзер из Comics Bulletin вручил дебюту 5 звёзд из 5 и назвал комикс «удивительно необычным и уникальным дополнением ко вселенной Тёмного рыцаря». Райан Форд с того же сайта дал первому выпуску 3 звезды из 5 и посчитал, что «сценарист Рэй Фокс хорошо задаёт темп повествования». Чейз Магнетт из ComicBook.com поставил дебюту оценку «B+» и подчеркнул, что комикс «хорош написан и хорошо нарисован». Мэт Эльфринг из Comic Vine дал дебюту 5 звёзд из 5 и посчитал, что «Gotham by Midnight превзошёл самые высокие ожидания многих фанатов».